# Lean design
Lean design handler om at produkt, man designer, skal være lean. Det handler således om at forenkle processen, minimere fejl og sikre mest mulig værdi for slutproduktet i en designproces.
Fokus kan altså både være på produktet, men også selve designprocessen. Ved projekteringen af en bygning, handler det f.eks. om at minimere fejl fra både arkitektens side og gøre det muligt for håndværkerne at optimere processen på byggepladsen.